# 曾祖父母
曾祖父母（英語：Great grandparents）是祖父的父親母親，即爺爺的父親母親。自己則分別是曾祖父母的曾孫子女。

## 華北地區用法
在華北地區習慣稱呼曾祖父稱為「太爺爺」，曾祖母為「太奶奶」。也有叫「祖爺爺」，「祖奶奶」。

## 閩語用法

### 閩東片
閩語中，傳統福州人會稱曾祖父為「大公」，曾祖母為「大媽」。母系方曾外祖父為「外大公」，曾外祖母為「外大媽」。

### 閩南片
台灣閩南語使用者稱之為「祖公」（tsóo-kong）、「祖嬤」（tsóo-má），兩者也可稱為「阿祖」（a-tsóo）。
書面語稱「高祖父母」者，台灣閩南語為「太公」（thài-kong）、「太嬤」（thài-má）
、「祖太」、「太祖」（thài-tsó͘）。

## 客家語用法
客家語用「阿太」以稱曾祖父母，不分性別；細分之，則曾祖父為「阿公太」，曾祖母為「阿婆太」。

## 粵語用法
粵語中，傳統廣州人會稱曾祖父為「太公」，曾祖母為「太婆」，南海人則稱作「太爺」、「太嫲」。
香港人稱母系方曾外祖父母為「太公」、「太婆」，父系方曾祖父母為「太爺」、「太嫲」。